# Canoochee
Canoochee – jednostka osadnicza w Stanach Zjednoczonych, w stanie Georgia, w hrabstwie Emanuel.